# Fernando Olmeda
Fernando Olmeda Nicolás (Madrid, 10 de junio de 1962) es un periodista, escritor y director de documentales español.

## Biografía
Fernando Olmeda se licenció en ciencias de la información por la rama de periodismo, y en ciencias políticas en la especialidad de estudios internacionales, ambas en la Universidad Complutense de Madrid.
Comenzó su carrera en la Cadena SER durante la disputa de la Copa Mundial de Fútbol de 1982, con Vicente Marco y José Ramón de la Morena. Después de un año en el Gabinete de Estudios y Laboratorio de Ciencias de la Comunicación, donde coincidió con Manolo Lama y Juan Antonio Carbajo, entre otros, comenzó a trabajar como locutor de música y noticias en Radio Minuto-Cadena 16. En septiembre de 1983 se integró en SER-Móstoles como responsable de la emisión de tarde y jefe de deportes. Allí coincidió con Almudena Ariza y Yolanda Flores. Desde 1983 a 1985 fue corresponsal de la Agencia EFE en la zona sur de Madrid. En septiembre de 1985 se incorporó a Redacción Madrid, el espacio de información local de Radio Madrid dirigido por Carmelo Encinas, donde permaneció hasta 1989, cubriendo entre otras noticias la agonía y muerte de Enrique Tierno Galván. Durante seis meses informó en directo sobre el tráfico desde un helicóptero. Fue el primer periodista que llegó al atentado de la plaza de la República Dominicana de Madrid en 1986.
En 1989 se incorporó a la entonces recién creada televisión autonómica de Madrid, Telemadrid, como miembro del primer equipo de los servicios informativos, junto a Hilario Pino y otros. Además de copresentador del Telenoticias, fue redactor jefe de información de Madrid. El equipo inicial de los Servicios Informativos de Telemadrid recibió numerosos premios profesionales en 1990 y 1991.
Durante doce años estuvo ligado a esta cadena, en la que fue reportero del informativo semanal 30 minutos (1991-1993), director del programa Sucedió en Madrid —presentado por Cristina Morató e Inés Ballester— (1993-1995), director y guionista de la serie deportiva De Cibeles a Neptuno —presentada por los futbolistas Raúl y Caminero— (1996-1998), director del programa La prórroga —presentado por Juan Manuel Gozalo— (1997) y subdirector de los Servicios Informativos (1999-2001).
En septiembre de 2001 es fichado por Telecinco para hacerse cargo de la edición y presentación del informativo del fin de semana, como miembro del equipo de Juan Pedro Valentín, integrado por Àngels Barceló, Hilario Pino, Vicente Vallés y Antonio Lobato, entre otros. En 1998 ya había participado, como redactor jefe de Atlas Madrid y a las órdenes de Luis Fernández, en la puesta en marcha de las desconexiones de información local. Informa en directo de numerosos y relevantes acontecimientos: guerras de Afganistán e Irak, implantación del euro, elecciones europeas, generales, municipales y autonómicas, boda de los Príncipes de Asturias, atentados del 11-M, etc. Fue el primer periodista español que informó en directo de la muerte del Papa Juan Pablo II. Recibió el Premio Ondas 2003 por la cobertura de la catástrofe del buque Prestige, junto al resto de equipo de Informativos Telecinco. Su estilo en pantalla mereció una imitación de José Corbacho en el programa Homo Zapping, de Antena 3. Dirigió el área de documentales y programas especiales y editó los espacios Informativos Telecinco 6.30, Informativos Telecinco 14.30 y Entre hoy y mañana, y fue responsable de la página web y del área de contenidos multimedia, hasta su salida de la cadena en agosto de 2007.
Entre 2008 y 2011 realiza diversos trabajos de dirección de programas de televisión —Aquí un amigo (Aragón Televisión, 2008)— y colabora en medios como Zero, Rolling Stone, Intramuros, La aventura de la historia y El Mundo.
En abril de 2009 se incorporó a NotroTV para dirigir dos documentales biográficos que fueron emitidos por Cultural.es de RTVE, dentro de la serie Imprescindibles. El primero, sobre el escritor español Josep Pla. Fue programado dentro de la Semana de la Cultura Catalana y proyectado en la Biblioteca Nacional de España el 20 de abril de 2010. El segundo, sobre el guionista de cine español Rafael Azcona. Radiotelevisión, Española. «Rafael Azcona». Archivado desde el original el 11 de marzo de 2010.. Fue programado y proyectado en la edición 2009 del Festival de Cine Europeo de Sevilla y en los Cursos de Verano de la Universidad Complutense de Madrid de 2010.
Durante 2011 dirigió y elaboró los guiones del programa Saca la lengua, serie de 26 programas sobre el uso del idioma español, producido por NotroTV y emitido por La 2 de RTVE entre septiembre de 2011 y marzo de 2012. El programa recibió uno de los premios de la Asociación de Telespectadores y Radioyentes de Asturias.
En 2012 fue miembro del equipo de comunicación del Comité Olímpico Español en los Juegos Olímpicos de Londres. Entre 2012 y 2013 presentó el programa de debate Objetivo en Canal Extremadura y colaboró en Nueva Tribuna, Diario Progresista, Infolibre y Tinta Libre. También desempeñó el puesto de comisario de la exposición antológica "Gyenes. Maestro fotógrafo", sobre el fotógrafo Juan Gyenes, fue programada por la Biblioteca Nacional de España, coincidiendo con su tricentenario. 
En 2013 dirigió Voces para un mundo mejor, serie de documentales sobre derechos humanos protagonizada por Baltasar Garzón para Plural Entertainment. Estrenada mundialmente en el Festival de Cine de Lisboa y Estoril y emitida por Canal+ en marzo de 2015.
En 2014 dirigió, guionizó y produjo el documental El viaje de Carla, inspirado en la vida de la activista LGTBI Carla Antonelli, estrenado en diciembre de 2014 en el LesGaiCineMad, donde conquistó el Premio del público al mejor documental nacional e internacional y el Premio a la mejor obra española. Premio del público al mejor documental en AndaLesGai 2015. Premio del público al mejor documental en CanBeGay 2015. Premio Triángulo Audiovisual 2015 de COGAM, Premio Jennifer Quiles 2015 de Gamá. Premio del público al mejor documental en el festival El lugar sin límites 2015 de Ecuador. Premio del público al mejor documental en LesGaiCineMad 2015 San Sebastián de los Reyes. Premio del público al mejor documental en LesGaiCineMad 2016 Rivas-Vaciamadrid. Premio del público al mejor documental en LesGaiCineMad 2016 Getafe.
El 12 de mayo de 2016 recibió el Premio Pluma Especial X Aniversario de la FELGTB por su compromiso con la igualdad y los derechos de las personas LGTBI. En noviembre de ese mismo año fue candidato a la dirección general de Telemadrid. En el verano de 2017, como autor e intérprete, presentó en el teatro OFF Latina y en el Teatro de las Aguas de Madrid el montaje teatral Un hombre ante el abismo. Entre 2017 y 2018 colabora en medios como Nueva Tribuna, eldiario.es y la Cadena SER. 
Entre agosto de 2018 y agosto de 2020 ocupó el cargo de Director de Comunicación del Ministerio de Industria, Comercio y Turismo del Gobierno de España, con la ministra Reyes Maroto.
Entre marzo y julio de 2021 trabajó en el Gabinete de la ministra Isabel Celaá en el Ministerio de Educación y Formación Profesional del Gobierno de España.
Entre julio de 2021 y marzo de 2024 trabajó en el Gabinete del ministro Félix Bolaños en el Ministerio de la Presidencia, Relaciones con las Cortes y Memoria Democrática del Gobierno de España.
Desde marzo de 2024 forma parte del equipo directivo del Consejo Superior de Deportes del Ministerio de Educación, Formación Profesional y Deportes del Gobierno de España.

## Libros

### Como autor
Ha publicado doce libros como autor principal. Las obras —en su versión impresa— están catalogados en la Biblioteca Nacional de España.
- El látigo y la pluma. Homosexuales en la España de Franco (2023). Reedición, con nuevo prólogo escrito por Bob Pop.

- COPAL (2023). Libro de haikus.

- MEXIQUE. La última crónica de Sofía Blasco (2020). Novela ambientada en el barco Mexique durante su travesía de julio de 1939, con dos mil republicanos españoles a bordo, camino del exilio.

- ÁMBAR (2020). Libro de haikus inspirados en el mundo contemporáneo y en la pandemia de coronavirus.

- A seis pasos de ti (2015). Novela de intriga contemporánea ambientada de manera simultánea en España, Estados Unidos, Argentina y Reino Unido.

- Españoles de oro. Deportistas que hicieron historia en un siglo de olimpismo en España (2012), encargado por el Comité Olímpico Español con motivo del Centenario de su fundación y dedicado a los deportistas que consiguieron medallas de oro en los Juegos Olímpicos desde 1912 a 2012.

- Gyenes. El fotógrafo del optimismo (2011), biografía del fotógrafo húngaro-español Juan Gyenes. Ha sido traducido al húngaro.

- El Valle de los Caídos. Una memoria de España (2009), historia del monumento emblemático del franquismo.

- Gerda Taro, fotógrafa de guerra. El periodismo como testigo de la historia (2007), biografía de la compañera sentimental del fotógrafo Robert Capa y reflexión sobre el ejercicio del reporterismo y sobre los medios de comunicación.[7]

- Contraseñas íntimas (2006), novela ambientada en la España de los años 80. LIII Premio 'Ateneo de novela - Ciudad de Valladolid'.[8]

- El látigo y la pluma. Homosexuales en la España de Franco (2004), ensayo sobre la represión franquista contra los homosexuales. Premio 'Shangay' al mejor libro de temática gay-lésbica.

- Españoles de oro. Cien años de medallas olímpicas (1999), encargado por el Comité Olímpico Español y dedicado a los deportistas que consiguieron medallas de oro en los Juegos Olímpicos desde 1924 a 1996. Escrito con Juan Manuel Gozalo

### Como traductor
- Pueblo de España (2023). Traducción al castellano de Peuple d'Espagne, publicada por Sofía Blasco en 1938, en lengua francesa.

### Como autor, en libros colectivos
- Las cartas de la memoria (2023). Edición de Memoria y libertad (prólogo). Llibres de L'Encobert.

- Wollstonecraft. Hijas del horizonte (2015). Edición de Fernando Marías (relato). Imagine Ediciones.

- Chueca (2014). Edición de Rocío Córdoba y J. Nicolás Ferrando (artículo). Ediciones La Librería.

- Retratos húngaros: Literatura y cultura (2014). Edición de Álvaro Arroyo, Alfonso Lombana y Ferenc Pál (artículo). Universidad Complutense.

- Gyenes. Picasso: ¡Fuego eterno! (2013). Libro-catálogo de la exposición del mismo nombre, presentada por la Fundación Picasso de Málaga entre octubre de 2012 y marzo de 2013 (artículo).

- Homosexuals i transsexuals: els altres represaliats i discriminats del franquisme, des de la memòria històrica (2008). Edición coordinada por José Benito Eres y Carlos Villagrasa (ponencia).

- Guadalajara tiene quien le escriba (2008). Homenaje de la Diputación Provincial de Guadalajara a Manu Leguineche (artículo).

- Cultura, homosexualidad y homofobia (2007). Edición de Félix Rodríguez (ponencia).

- Primera Plana (2007). Edición de Juan Antonio Herrero Brasas (artículo).

- Medios de comunicación, sociedad y educación (2000). Edición de Tomás Fernández (artículo).

### Como participante, en libros ajenos
- La sociedad arco iris. 19 conversaciones sobre la cuestión gay (2009), de Javier Montilla (entrevista).

- III Certamen de Relatos Breves (2008). PSOE de Valladolid (prólogo).

- Hoy por hoy presenta... poesía (2005). Antología de poemas leídos por invitados del programa Hoy por hoy, de la Cadena SER, dirigido por Iñaki Gabilondo —lectura de poema de Ángel González—.

### Otras obras
- La herida (2022) Obra poético-musical del compositor Hachè Costa, con textos poéticos de Fernando Olmeda.

## Trayectoria profesional

### Periodismo
- Redactor de información local en SER-Móstoles Cadena SER (1983-1985)
- Redactor jefe de información local en Radio Madrid Cadena SER (1985-1989)
- Redactor jefe y presentador del Telenoticias de Telemadrid (1989-1991)
- Reportero del informativo semanal 30 minutos de Telemadrid (1991-1993).[2]
- Director del programa Sucedió en Madrid —presentado por Cristina Morató e Inés Ballester— (1993-1995).[2]
- Director y guionista de la serie deportiva De Cibeles a Neptuno de Telemadrid (1996-1998).
- Director del programa La prórroga (1997).
- Subdirector de los Servicios Informativos de Telemadrid (1999-2001).
- Colaborador de Univisión en España.
- Subdirector de El primero de la mañana (Antena 3 Radio) (1993-1994).
- Director de Simplement viure (Canal Nou) (1996).
- Subdirector de Se busca (Antena 3) (1996).
- Reportajes de actualidad en Paris Match (1998).
- Redactor jefe de Atlas Centro en Informativos Telecinco Telecinco (1998).[2]
- Reportajes en el suplemento dominical La Mirada (2001).
- Editor y presentador de Informativos Telecinco Fin de Semana de Telecinco (2001-2005)
- Director de Aquí un amigo (Aragón Televisión, 2008).[3]
- Artículos de opinión en Zero (2008).
- Columnista de Rolling Stone (2008).
- Colaboración en Intramuros (N.º 30, 2009).
- Colaboración en La aventura de la Historia (2009). «El último viaje de José Antonio».
- Director del programa Sacalalengua de Televisión Española.
- Miembro del equipo de comunicación del Comité Olímpico Español en los Juegos Olímpicos de Londres (2012).
- Asesor de comunicación.
- Comisario de la exposición «Gyenes, maestro fotógrafo». Biblioteca Nacional de España, septiembre a noviembre de 2012.
- Presentador del programa de debate Objetivo en Canal Extremadura (2015).
- Consultor de comunicación de PEFC España (2008-2015).
- Colaborador en Nueva Tribuna - Público - eldiario.es - La aventura de la historia - La marea  - La ventana Cadena SER.
- Editor del medio digital Tribuna Olímpica (2016-2018).
- Director de Comunicación del Ministerio de Industria, Comercio y Turismo del Gobierno de España (2018-2020).

### Dirección de documentales
- De Cibeles a Neptuno (serie de 26 documentales presentada por los futbolistas Raúl González Blanco y José Luis Pérez Caminero para Telemadrid, 1996-1998): dirección y guion.

- La vida según Saramago (Canal Plus, 1998): dirección y guion.

- La apuesta del Rey (Telecinco, 2005): dirección y guion.

- La huella del 11-M (Telecinco, 2007): dirección y guion.

- Imprescindibles: Josep Pla (RTVE, 2009): dirección y guion.

- Imprescindibles: Rafael Azcona (RTVE, 2009): dirección y guion.[9]

- Voces para un mundo mejor (serie de 8 documentales presentada por Baltasar Garzón para Plural, 2014): dirección y guion.

- El viaje de Carla (2014): dirección, guion, producción ejecutiva.

### Actividad docente
Director del Máster de televisión de la Universidad Complutense de Madrid y Telemadrid entre 1999 y 2001.
En 2010, 2011, 2013, 2015 y 2016 fue profesor de periodismo literario en el Máster de creación literaria de la Universidad Camilo José Cela y Función Lenguaje —antes, Escuela de Letras—.